# サウロ級潜水艦
ナザリオ・サウロ級潜水艦 (イタリア語: Sommergibili Classe Nazario Sauro) はイタリア海軍の潜水艦で、現在運用中の艦級である。エンリコ・トーチ級の後継艦として、改良型を含め8隻が建造された。

## 概要
初期の4隻は、1972年と1976年に2隻ずつが発注され、1979年から1982年にかけて就役している。1990年から1993年にかけて近代化改修が行われ、バッテリーや補機の一部を更新するとともに、居住性の向上が図られた。
1983年と1988年には改良型が2隻ずつ発注され、1988年から1995年にかけて就役した。これは改サウロ級もしくはサルヴァトーレ・ペロシ級として別級と扱われることもある。初期の4隻に比べると排水量が増加し、HY80高張力鋼を多用することで通常航行深度が300m、最大潜航深度が600mに増大している。後期発注艦2隻は遮音タイルの装着や上構の延長、測距ソナー用突起の廃止などの変更が行われ、外観も異なる。2004年末までに音響センサーなどの近代化改修が行われた。
初期に就役した4隻が退役し、後継には212A型が充てられた。改サウロ型4隻の後継としては212NSF型が建造中であり、2027年から2031年にかけて就役予定とされている。
ハープーンUSMの搭載は行われておらず、2024年時点で7、8番艦のみ搭載を検討中とされている。

## 同型艦
全艦、モンファルコーネ造船所で建造された。
| シリーズ | #     | 艦名                                                                     | 起工            | 進水            | 就役            | 退役           |
| -------- | ----- | ------------------------------------------------------------------------ | --------------- | --------------- | --------------- | -------------- |
| 1・2     | S 518 | ナザリオ・サウロ Nazario Sauro                                           | 1974年 6月27日  | 1976年 10月1日  | 1980年 2月12日  | 2002年 5月1日  |
| 1・2     | S 519 | カルロ・フェチア・ディ・コッサート Carlo Fecia di Cossato                | 1975年 11月15日 | 1977年 11月16日 | 1979年 11月5日  | 2005年 4月1日  |
| 1・2     | S 520 | レオナルド・ダ・ヴィンチ Leonardo Da Vinci                               | 1978年 6月8日   | 1980年 10月20日 | 1981年 10月23日 | 2010年 6月30日 |
| 1・2     | S 521 | グリエルモ・マルコーニ Guglielmo Marconi                                 | 1979年 10月23日 | 1980年 9月20日  | 1982年 9月11日  | 2003年 10月1日 |
| 3        | S 522 | サルヴァトーレ・ペロシ Salvatore Pelosi                                  | 1985年 7月23日  | 1986年 11月29日 | 1988年 7月14日  |                |
| 3        | S 523 | ジュリアーノ・プリーニ Giuliano Prini                                    | 1987年 7月30日  | 1987年 12月12日 | 1989年 5月17日  |                |
| 4        | S 524 | プリモ・ロンゴバルド Primo Longobardo                                    | 1991年 12月19日 | 1992年 6月20日  | 1993年 12月14日 |                |
| 4        | S 525 | ジャンフランコ・ガッザーナ＝プリアロッジア Gianfranco Gazzana-Priaroggia | 1992年 11月12日 | 1993年 6月26日  | 1995年 6月12日  |                |